# Rychliki (gmina)
Rychliki est une gmina rurale du powiat de Elbląg, Varmie-Mazurie, dans le nord de la Pologne. Son siège est le village de Rychliki, qui se situe environ 15 km au sud-est d'Elbląg et 68 km à l'ouest de la capitale régionale Olsztyn.
La gmina couvre une superficie de 131,66 km2 pour une population de 4 087 habitants.

## Géographie
La gmina inclut les villages de Barzyna, Buczyniec, Budki, Dymnik, Dziśnity, Gołutowo, Grądowy Młyn, Jankowo, Jelonki, Kiersity, Krupin, Kwietniewo, Lepno, Liszki, Marwica, Marwica Wielka, Mokajmy, Powodowo, Protowo, Rejsyty, Rychliki, Śliwice, Sójki, Świdy, Święty Gaj, Topolno Wielkie, Wopity et Wysoka.
La gmina borde les gminy de Dzierzgoń, Elbląg, Małdyty, Markusy, Pasłęk et Stary Dzierzgoń.